# Ilang-ilang
Az ilang-ilang (Cananga odorata) a liliomfa-virágúak (Magnoliales) rendjén belül az annónafélék (Annonaceae) családjába tartozó Cananga nemzetség egyik faja, trópusi erdők fája. Magyarul ilang, illetve kananga néven is ismert, de az idegen nyelvből átvett ylang-ylang névalak is előfordul. Illóolaja az ilang-ilang-olaj, amit önállóan, vagy a makasszár olaj egyik összetevőjeként használnak fel.
Az ilang-ilang név jelentése: „virágok virága”.

## Elterjedése, élőhelye
Az ilang-ilang Délkelet-Ázsiában, azon belül Vietnámban, Thaiföldön, Malajziában, a Fülöp-szigeteken, Indonéziában, Pápua-Új-Guineában, a Salamon-szigeteken és Ausztrália Queensland tagállamában őshonos. Betelepítették Dél-Ázsiába (India, Banglades, Srí Lanka, Andamán- és Nikobár-szigetek), Délkelet-Ázsia más országaiba (Dél- és Délkelet-Kína, Kambodzsa, Laosz) és szigeteire (Hajnan, Tajvan), Melanézia, Mikronézia és Polinézia egyes szigeteire, Közép-Amerika (Costa Rica, Guatemala, Délnyugat-Mexikó, Nicaragua) és a Karib-térség egyes államaiba, Afrikától keletre levő szigetekre, Kelet-Afrikába (Kenya, Tanzánia), Nyugat-Afrikába (Guinea, Szenegál) és a Guineai-öböl egyes szigeteire.
Eredeti élőhelyén a trópusi, szubtrópusi erdőkben él, de a trópusokon számos helyen termesztésbe vonták.

## Jellemzése
Örökzöld, legfeljebb 25 m magasra növő fa. Fiatal ágai simák, zöld színűek. Levelei szórt állásúak, rövid nyelűek; levéllemezei fénylő zöldek, mély erezetűek és kihegyezett csúcsúak. Virágaiban hat zöldessárga-sárga színű, keskeny lepellevél alkotja az egynemű virágtakarót (vagyis virágának nincsenek se csészelevelei, se szirmai). Termése hosszúkás, amiben számos mag fejlődik.
Évente többször (legalább kétszer) virágzik. A virágok erős illata a jázminéra emlékeztet.

## Felhasználása
Eredeti élőhelyén az ilang-ilang virágait díszítésre, vásznak illatosítására és afrodiziákumként használják.
Az ilang-ilangból lepárlással nyert illóolaj az ilang-ilang-olaj, ami az illatszeripar egyik alapanyaga (parfümök, szappanok és testápolók egyik összetevője), de az aromaterápiában is használják nyugtató hatása miatt.
Megkülönböztetik az egész növényből kivont ilang-ilang-olajat (Canangae aetheroleum) és a virágból kivont ilang-ilang-olajat (Annonae aetheroleum). Az ilang-ilang-olaj fő összetevői: benzil-benzoát, benzil-acetát, linalool, geraniol, krezol-metil-észter, kadinének, pinén, eugenol, izoeugenol, farnezol, geranil-acetát, kariofillén.
A virágból kókuszolaj segítségével vonják ki a makasszár olajat.